# Splitters Creek
Splitters Creek est un village australien situé dans la zone d'administration locale d'Albury, dans la région de la Riverina en Nouvelle-Galles du Sud. La population s'élevait à 312 habitants en 2021.
Splitters Creek est situé dans l'ouest de l'agglomération d'Albury, à l'ouest de Glenroy et de la Vallée Hamilton et au nord de Wodonga (État de Victoria).